# Eisenbahnunfall von Nashua

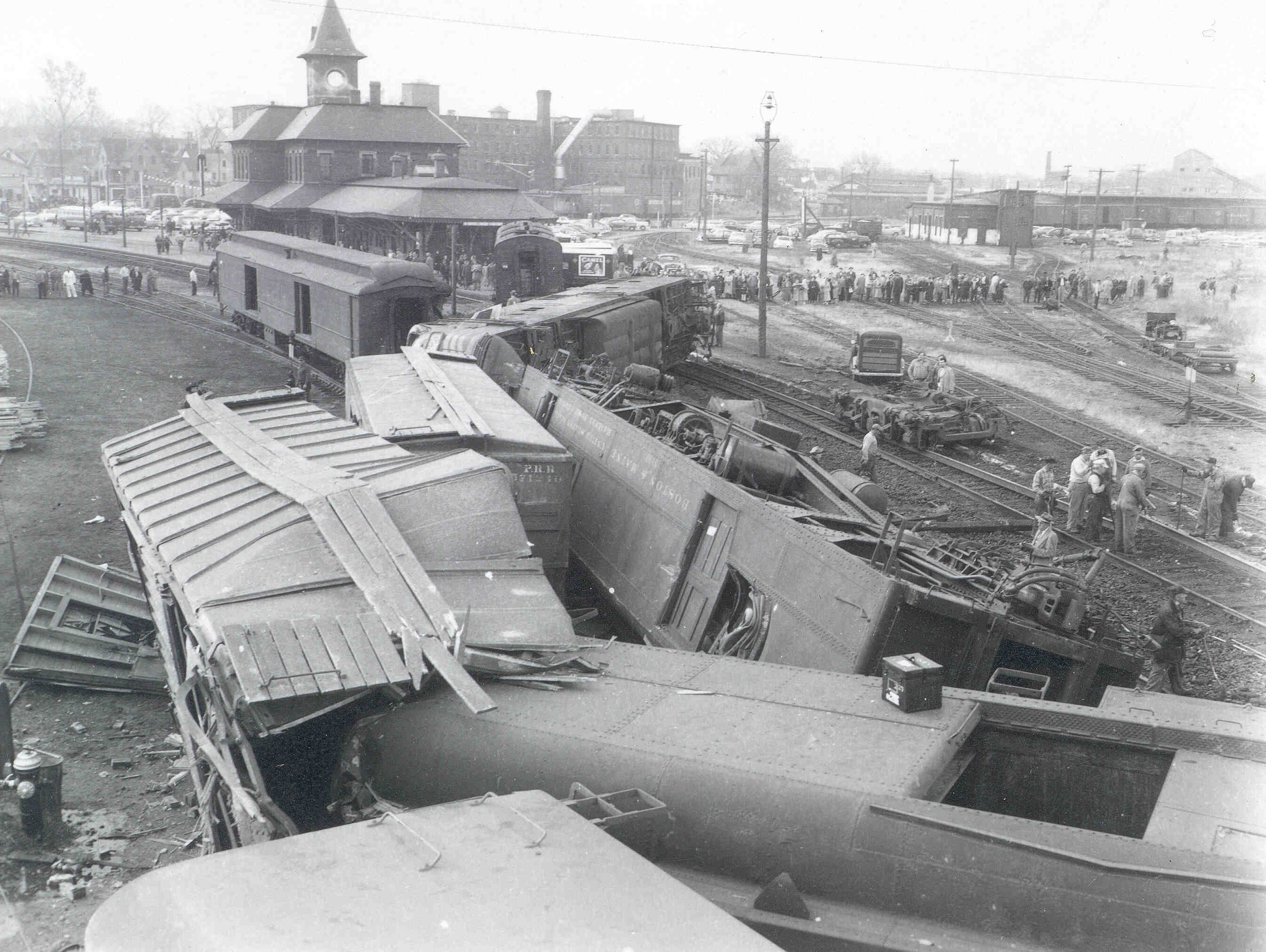
Unfallstelle in Nashua, New Hampshire

Beim Eisenbahnunfall von Nashua entgleiste im Morgengrauen des 12. November 1954 ein Personenzug der Boston & Maine Railroad  im Bahnhof der Union Pacific Railroad in  Nashua, New Hampshire. Eine Frau starb, 21 weitere Fahrgäste wurden verletzt. 

## Unfallhergang
Der Zug näherte sich dem Bahnhof, an dem er anhalten sollte, mit übermäßiger Geschwindigkeit. Die Ursache der Entgleisung konnte anfangs nicht festgestellt werden, aber Albert S. Baker, der Assistent des Eisenbahnpräsidenten der Boston & Maine Railroad sagte, dass die möglicherweise durch ein Bremsversagen verursachte hohe Geschwindigkeit den Unfall ausgelöst haben könnte. Die tatsächliche Geschwindigkeit, und warum sie überhöht war, wusste er anfangs noch nicht. Es wurde später festgestellt, dass der Zug mit nahezu 112 km/h (70 mph) fuhr, obwohl die Höchstgeschwindigkeit dort auf 48 km/h (30 mph) begrenzt war.
Der mit etwa 65 Fahrgästen besetzte Zug war der Red Wing. Er bestand aus acht Wagen und zwei Diesellokomotiven in Doppeltraktion. Die meisten Wagen kippten nach der Entgleisung um und zerstörten die Gleise, bevor sie zum Stillstand kamen. Der Gepäckwagen landete auf dem Dach. Andere Wagen stürzten auf auf einem Abstellgleis abgestellte Güterwagen und zerstörten zwei davon sowie die Beton- und Steinmauer eines angrenzenden Gebäudes. Nur die vordersten Motoreinheiten und ein Pullman-Clubwagen am hinteren Ende des Zuges blieben aufrecht.
Die Güterwagen rissen sich los und zerschmetterten die Wand eines Güterschuppens, als sie am Bahnhof ankamen.

## Folgen
Die 30 Jahre alte Mary Buckley aus Manchester, New Hampshire starb bei dem Unfall. Es handelte sich um das erste Todesopfer eines Fahrgastes auf der Strecke seit 1918. Außerdem wurden 21 weitere Fahrgäste verletzt.
Mary Buckley war nur kurz zuvor in Manchester in den Zug eingestiegen, um ihre elfjährige Tochter Catherine zur Behandlung einer nicht bekannten Krankheit in das Kinderkrankenhaus von Boston zu bringen. Catherines qualvolle Schreie nach ihrer vermissten Mutter gaben Polizei und den Eisenbahnbeamten einen ersten Hinweis auf die Identität der toten Frau, deren Leichnam in den Trümmern steckte. Taxis wurden verwendet, um der überlasteten örtlichen Polizei zu helfen, Verletzte in Krankenhäuser zu bringen. Catherine war eine der ersten Verletzten, die die Krankenhäuser erreichte.
Es vergingen mehrere Stunden, bis Eisenbahnarbeiter den Weg für einen Bergekran freimachten, der den zerstörten Wagen anhob, damit die Leiche entfernt werden konnte.
Der 62-jährige Lokomotivführer Samuel Burns aus Saugus sagte der Polizei von Nashua, er habe gebremst, als er sich der Station näherte. Er fügte hinzu, dass es Funken und ein Geräusch gab, bevor die Schienenfahrzeuge entgleisten.
Die Eisenbahn führte anschließend eine Untersuchung durch. Die Vertreter der New Hampshire Public Utilities Commission waren früh an der Unfallstelle. Eine Kommission der Interstate Commerce Commission führte ebenfalls eine Untersuchung durch.